# Tetralonioidella habropodae
Tetralonioidella habropodae är en biart som först beskrevs av Cockerell 1929.  Tetralonioidella habropodae ingår i släktet Tetralonioidella och familjen långtungebin. Inga underarter finns listade i Catalogue of Life.